# Emanuel A. Schegloff
Emanuel A. Schegloff, né à New York le 24 juillet 1937 et mort le 23 mai 2024, est un sociologue et sociolinguiste américain, et l'un des premiers représentants de l'ethnométhodologie. Il est professeur émérite de l'Université de Californie à Los Angeles. Collaborateur de Harold Garfinkel dans les années 1960, il est l'un des principaux théoriciens de l'analyse conversationnelle avec Harvey Sacks et Gail Jefferson.
Ses recherches portent sur l'interaction directe entre personnes, laquelle constitue à ses yeux le site principale de la socialité. Cet intérêt pour les phénomènes interactionnels l'a amené à faire des études en ayant recours à des enregistrements (audio et/ou vidéo) des diverses manières qu'il qualifie de « naturelles » d'interagir socialement.

## Publications
- The sociology of knowledge: an attempted assessment, Thesis, Harvard University, 1958.
- avec Elinor Ochs et Sandra A. Thompson (éd.), Interaction and grammar, Cambridge ; New York : Cambridge University Press, 1996.
- « Confirming Allusions: Toward an Empirical Account of Action? », in American Journal of Sociology, 102, 1996.
- « Whose Text? Whose Context? », in Discourse & Society, 8, 1997.
- « Practices and Actions: Boundary Cases of Other-Initiated Repair », in Discourse Processes, 23, 1997.
- Sequence organization in interaction : a primer in conversation analysis 1, Cambridge, UK ; New York : Cambridge University Press, 2007.
- « Accounts of Conduct in Interaction: Interruption, Overlap, and Turn-taking ? » in J.H. Turner (éd.), Handbook of Sociological Theory, New York: Kluwer Academic/Plenum Publishers, p. 287-321.